# Achaiko Tragano
Achaiko Tragano es un cultivar de higuera de tipo higo común Ficus carica autofértil, unífera es decir con una sola cosecha por temporada es decir los higos de verano-otoño, de higos con epidermis con color de fondo púrpura y sobre color manchas en bandas y manchas irregulares de color amarillo verdoso y marrón púrpura, con numerosas lenticelas de color amarillo blanquecino. Se localiza en Grecia, también cultivado en jardines particulares y colecciones en Estados Unidos.

## Sinonimia
- „Achako Tragano“,[6][7]

## Historia
Esta variedad de higuera es oriunda de Grecia.

## Características
La higuera 'Achaiko Tragano' es un árbol de tamaño grande, con un porte esparcido, muy vigoroso, muy fértil en la cosecha de higos. Es una variedad unífera de tipo higo común, de producción abundante de higos jugosos y dulces.
Los higos son de tipo mediano de 30 gramos, de forma cónica, costillas marcadas; pedúnculo corto de color verde; su epidermis delgada es de textura suave, con color de fondo púrpura y sobre color manchas en bandas y manchas irregulares de color amarillo verdoso y marrón púrpura, con numerosas lenticelas de color amarillo blanquecino. La carne (mesocarpio) de tamaño medio en grosor, siendo este mayor en la zona del cuello y de color blanco amarillento; ostiolo de tamaño mediano; cavidad interna ausente, aquenios numerosos de tipo medio; pulpa jugosa dulce, de color fresa claro y sabor.

## El cultivo de la higuera
Los higos 'Achaiko Tragano' son aptos para la siembra con protección en USDA Hardiness Zones 7 a más cálida, su USDA Hardiness Zones óptima es de la 8 a la 10. El fruto de este cultivar es de tamaño mediano, jugoso y dulce.
Se localiza cultivado en Grecia, también cultivado en jardines particulares y colecciones en Estados Unidos.